# Dragoș-Adrian Iftime
Dragoș-Adrian Iftime (n. 4 decembrie 1973) a fost un politician român, deputat în Parlamentul României în legislatura 2008-2012 din partea PD-L Vaslui.

## Condamnare penală
Pe 25 iunie 2014, Iftime a fost condamnat definitiv, de Curtea de Apel Iași, la șase ani de închisoare cu executare pentru evaziune fiscală, constituire a unui grup infracțional organizat și spălare de bani, fapte comise în calitate de administrator al unei firme.